# Avant-poste du Pra
L'avant-poste du Pra est une petite position fortifiée de la Seconde Guerre mondiale située dans les Alpes-Maritimes, à la sortie Ouest du hameau du Pra (commune de Saint-Dalmas-le-Selvage), en direction du col de la Bonette (sur la D 64).

## Situation
L'avant-poste du Pra est situé sur le côté droit de la D64, à la sortie du hameau du Pra, en direction du col de la Bonette, juste après le petit pont.
Bien que géographiquement situé dans le département des Alpes-Maritimes, l'avant-poste du Pra dépendait du Secteur fortifié du Dauphiné (SFD) et était rattaché directement au « quartier » Restefond.
Ce rattachement au Secteur fortifié du Dauphiné s'explique par des raisons stratégiques, les fortifications du col de Restefond ayant pour mission la protection du col de Larche, seul point de passage important entre l'Italie et la France jusqu'à la Méditerranée.

## Construction
L'avant-poste du Pra a été construit entre 1931 et 1935 par la « main-d’œuvre militaire » (MOM), c’est-à-dire par les unités militaires de la région, et non par des entreprises civiles de travaux publics. 
Comme tous les ouvrages d'avant-poste du Sud-Est, sa construction a été décidée en juin 1930 en raison des multiples revendications agressives de Mussolini sur Nice depuis 1927  qui faisaient craindre une occupation brutale des têtes de vallées. 
La Commission d’organisation des régions fortifiées (CORF), l’organisme qui coordonnait la construction des fortifications sur tout le territoire national, s’opposait en effet à toute construction en avant de la position de résistance (PR) qu’elle avait fixée bien en arrière de la frontière.
Ce fut la seule concession accordée au commandant désigné de l’Armée des Alpes, le général Degoutte, qui coordonnait l’étude des « zones fortifiées »  sur le territoire des 14e (Lyon) et 15e (Marseille) régions militaires depuis 1925, et qui souhaitait barrer chaque col et chaque chemin muletier.
L'avant-poste du Pra ne reprend donc aucun plan ni aucun des schémas proposés par la CORF pour la construction des fortifications et certains de ses équipements internes (trémies) sont spécifiques à la 14e Région militaire.

## Mission
La mission de l'avant-poste du Pra était d'interdire la route de Bousiéyas et le ravin des sources de la Tinée, situées juste au-dessous du petit ouvrage CORF des Granges-Communes, en contournant l'avant-poste du Col-des-Fourches.

L'avant-poste permettait également de barrer la route d'accès à l'avant-poste du Lauzarouotte situé au sud du hameau du Pra.

## Composition
L'avant-poste est constitué de cinq blocs reliés entre eux par des cheminements souterrains :
- B1 : situé le plus à l’Ouest de l’avant-poste, il constitue le bloc d’entrée de l’ouvrage. La galerie coudée qui suit l'entrée est percée de plusieurs créneaux de tir pour la défense rapprochée de l’entrée.
- B2 et B3 :  ces deux blocs sont percés chacun de deux créneaux de tir d'action frontale pour mitrailleuse Hotchkiss, l’un prenant la route en enfilade, l’autre étant chargé de la défense rapprochée. Les créneaux de ces deux blocs sont équipés de trémies dites « Tunisie » car elles avaient été conçues pour équiper les casemates de Tunisie. Ces trémies n'équipent que les avant-postes des secteurs fortifiés de Savoie et du Dauphiné et donc pas ceux du secteur fortifié des Alpes Maritimes. Contrairement à celles de l'avant-poste du col des Fourches, on ignore quand elles ont été posées[7]. Un emplacement de combat à ciel ouvert a  également été aménagé sur les superstructures du B2, apparemment pour un mortier.
- B4 : ce bloc est percé de plusieurs créneaux de tir pour fusil-mitrailleur, tout comme l’étroite galerie qui y conduit depuis le bloc 3, et d’un étroit créneau d’observation protégé par un volet métallique. Le bloc B4 est également l’issue de secours de l’avant-poste qui donne sur un poste de combat extérieur.
- B5 : situé entre les blocs 2 et 3, ce bloc constituait le poste d’observation  du dispositif. Il est percé de créneaux latéraux de forme trapézoïdale et de créneaux pouvant également servir pour le tir ; ces ouvertures pouvaient être fermés par des volets métalliques. Sur l’arrière, un autre créneau FM défendait les accès au bloc.

Les blocs étaient à l'origine recouverts d'un revêtement de béton en forme de « galettes » entre lesquelles pouvait pousser l'herbe, ce qui assurait le camouflage de l'avant-poste. Il n'en reste plus aujourd'hui que des traces.
En raison de la forte pente du site, le casernement souterrain est de plain-pied avec les blocs. Comme les autres avant-postes de la région, il devait être équipé de couchettes en béton mais il ne reste plus aujourd'hui que le dispositif de ventilation manuel.
L'avant-poste était protégé par un réseau de fils de fer barbelés installés sur des cornières et des queux de cochon.
En juin 1940, l'avant-poste du Pra était occupé par un officier, le lieutenant Josserand, et trente-deux sous-officiers et soldats appartenant au 2/73e BAF.

## Les combats
Il ne semble pas que l'avant-poste ait été vraiment menacé en juin 1940 mais il convient cependant de signaler que les troupes italiennes en sont parvenues à moins de 3 km.

En effet, le 20 juin 1940, une forte reconnaissance italienne a débouché du col de Fer (2 584 m) et a réussi à occuper les maisons forestières de Tortisse, situées juste en face de l'avant-poste, dans le secteur où stationnait la deuxième SES (Section d'Éclaireurs Skieurs) du 299e Régiment d'infanterie alpine (RIA). 

L'infiltration fut repoussée grâce à l'intervention de l'artillerie sur les maisons forestières, sur l'observatoire italien situé à proximité et sur les travailleurs italiens de la cime du lac de Vens.
 
La SES réussit donc à réoccuper les maisons forestières et les italiens ne feront plus aucune tentative d'attaque importante dans ce secteur, les opérations militaires dans le secteur étant rendues difficiles en raison de la hauteur de neige inhabituelle fin juin.
Il ne semble pas que l'avant-poste ait eu à intervenir dans des combats en 1940 ou en 1945. Il n’y a du moins aucune référence à des combats le concernant dans les sources d’informations citées.

## État actuel
L'avant-poste du Pra est aujourd'hui totalement en ruine, certains des blocs de combat, en particulier le B3, menacent même de basculer car en partie déchaussés du fait des éboulements.

## Sources
- Henri Béraud, La Seconde Guerre mondiale dans les Hautes-Alpes et l'Ubaye, Société d'études des Hautes-Alpes, 1990.
- Philippe Lachal, Fortifications des Alpes, leur rôle dans les combats de 1939-1945, UBAYE-UBAYETTE-RESTEFOND, Éditions du Fournel, 2006.
- Jean-Yves Mary, La ligne Maginot, ce qu'elle était, ce qu'il en reste, Sercap, 1985.
- Jean-Yves Mary, Alain Hohnadel et Jacques Sicard, La ligne Maginot - Tome 4 - La fortification alpine, Histoire & Documents, 2009.
- Général Étienne Plan et Eric Lefevre, La bataille des Alpes, 10-25 juin 1940, Charles Lavauzelle, 1982.
- Claude Raybaud, Fortifications de l'époque moderne dans les Alpes-Maritimes, Serre éditeur, 1992.